# Кандан, Урля Шыыраповна
Урля Шыыраповна Кандан (1918—1989) — чабан колхоза «Победа» Бай-Тайгинского района Тувинской автономной области. Первая женщина Тывы, удостоенная звания Героя Социалистического Труда (1960).

## Биография
Урля Шыыраповна Кандан родилась в 1918 году (по некоторым сведениям в 1916 году) в местечке Дахы (ныне Бай-Тайгинский кожуун, Республика Тыва) в тувинской семье.
Весной 1936 года вступила в Кызыл-Дагский тожзем (товарищество по обработке земли). Первые два года она проработала там сакманщицей (ухаживала за сакманом — стадом овец с ягнятами), затем стала чабаном. В 1949 году в Кызыл-Даге был создан колхоз «Победа» (позднее преобразованный в совхоз «Тээли» Бай-Тайгинского района). В этом колхозе Урля Кандан продолжила работать чабаном.
На протяжении ряда лет получала с каждой сотни овец до 160 ягнят — самый высокий результат в Тувинской АССР. За 15 лет активной плодотворной работы сдала государству около 6000 ягнят.
Указом Президиума Верховного Совета СССР от 7 марта 1960 года «в ознаменование 50-летия Международного женского дня, за выдающиеся достижения в труде и особо плодотворную общественную деятельность» удостоена звания Героя Социалистического Труда с вручением ордена Ленина и золотой медали «Серп и Молот».

## Семья
Муж — чабан Салчак Херелович Кандан. В их семье родилось 11 детей, за что 17 сентября 1963 года Урля Шыыраповна была удостоена звания «Мать-героиня».

## Память
В селе Кызыл-Даг на Аллее Славы установлен памятник Урле Кандан. На доме, в котором она жила, установлена мемориальная доска.